# Hairy Maclary
Hairy Maclary, ein kleiner, schwarzer und dreckiger Hund, ist die Hauptfigur in einer Reihe von gleichnamigen Kinderbüchern der neuseeländischen Autorin Lynley Dodd. Seit der Veröffentlichung des ersten Buches im Jahr 1983 sind die Bücher bei mehreren Generationen von neuseeländischen Kindern beliebt. Die Autorin macht keine genauen Angaben über die Hunderasse ihres Protagonisten. Er besitzt einige Kennzeichen eines Terriers, könnte aber auch ein Affenpinscher oder eine Rassenmischung sein.

## Publikationsgeschichte
Das erste Buch von Lynley Dodd mit dem Titel Hairy Maclary from Donaldson's Dairy erschien 1983, wurde ausgesprochen beliebt und machte die Autorin in Neuseeland zu einer Kinderbuchlegende. Seitdem folgten elf weitere Bücher mit Geschichten und Abenteuern des kleinen Hundes Hairy Maclary und seinen Freunden, und neun Bücher, in denen seine Freunde jeweils die Hauptrollen spielten. Auch im Ausland sind ihre Bücher bereits bekannt. Im Mai 2014 wurde das erste Hairy Maclary Buch zum ersten Mal in Māori herausgegeben.

### Format
Die Bücher sind in flüssigem Versmaß geschrieben. Der Text wird von Dodds plakativen und bunten Illustrationen ergänzt. Wort und Bild  sind von gleicher Wichtigkeit, um die Aufmerksamkeit der jungen Leser zu halten.
Normalerweise sind die Bücher im „Hardcover“ veröffentlicht. Das macht es für kleine Kinder leichter, die Bücher zu halten und anzuschauen.

### Verkaufszahlen
In Neuseeland wurden mehr als 40.000 Exemplare verkauft. Das macht Lynley Dodd zu einer der beliebtesten neuseeländischen Kinderbuchautoren aller Zeiten. Der weltweite Umsatz der Bücher nähert sich sieben Millionen Exemplare.

## Handlung
Die Bücher beschreiben die Alltagsabenteuer von Hairy Maclary und seinen Hundefreunden. Die Handlungen sind einfach; oft drehen sie sich um Hairy Maclarys Probleme mit den lokalen Katzen.

## Figuren

### Hairy Maclary
Hairy Maclary ist der Protagonist der meisten (aber nicht aller) Geschichten. Er ist klein aber beherzt. Sein Fell ist lang und ungepflegt; er hat kleine Knopfaugen. Trotz seiner geringen Größe ist Hairy Maclary sehr lebhaft. Er trappelt unbeschwert durch die Stadt, die gut in den Abbildungen festgehalten wird. Er ist immer bereit für Unfug mit seinen Freunden und mit den Katzen der Stadt.

### Andere Figuren
Die Namen der Hunde enthalten englische Reime und Wortspiele, die nicht leicht zu übersetzen sind. In der Regel beziehen sich die Wortspiele auf die physischen Eigenschaften der Hunde. Wiederkehrende Figuren sind Hercules Morse (ein Mastiff), Bottomley Potts (ein Dalmatiner), Muffin McClay (ein alter englischer Schäferhund), Bitzer Maloney (ein Windhund) und Schnitzel von Krumm (ein Dackel). Die Katzen Scarface Claw und Slinky Malinki sind die Feinde der Hunde in vielen der Geschichten. In späteren Büchern tritt auch Zachary Quack, ein munteres, kleines Entlein auf.
Die Figuren werden nicht vermenschlicht; sie verhalten sich völlig gemäß ihrer tierischen Eigenschaften als Hunde und Katzen. Sie sprechen nicht, sondern die Geschichten werden durch die gereimten Erzählungen und die Illustrationen erzählt.

## Rahmen und kultureller Hintergrund
Die Geschichten handeln in den Straßen und dem Park in der Nähe von Donaldsons Dairy. Die in den Abbildungen dargestellten Szenen sind typisch für kleine neuseeländische Städte und Vororte. Eine „Dairy“ ist in Neuseeland ein kleiner Laden, der alltägliche Sachen wie Brot, Milch und Zeitungen verkauft. Es gibt eine „Dairy“ in jeder Nachbarschaft, die heimeligen Szenen in den Büchern sind neuseeländischen Kindern also wohlbekannt. Dies ermöglicht es ihnen, sich mit den Figuren und Szenen zu identifizieren, und ist ohne Zweifel ein Teil des Reizes der Bücher.

## Adaptionen
Hairy Maclary, seine Freunde und Feinde existieren mittlerweile nicht mehr nur in ihren Büchern. Einige der Geschichten wurden als Audio-Bücher produziert. Im Jahr 1997 produzierte das neuseeländische Unternehmen Gnome Productions eine Reihe von zehn kurzen 5-minütigen Animationsfilmen auf der Grundlage der Bücher. Im Jahr 2010 wurde eine Bühnenaufführung der Geschichte produziert: “Hairy Maclary und seine Freunde.” Sie wurde zum ersten Mal auf dem Edinburgh Fringe Festival aufgeführt, wo sie sehr beliebt war: die Aufführung fand vor einem ausverkauften Haus statt und musste wegen des großen Erfolges verlängert werden. Das Theaterstück hatte großen Erfolg in Großbritannien und Australien und kam 2013 anlässlich Hairy Maclarys 30. Geburtstag nach Neuseeland. Die Show war beliebt bei neuseeländischen Kindern und Erwachsenen, obwohl eine Kritikerin bemerkte, dass Hairy Maclary, eine neuseeländische Kultfigur, jetzt ‘zu Britisch’ sei.

## Hairy Maclary Webseite
Hairy Maclary hat seine eigene Webseite mit Spielen, Aktivitäten, detaillierten Charakterbeschreibungen, Informationen darüber, wie man die Bücher kaufen kann, und herunterladbares Material für eine Hairy Maclary Motto-Partys.

## Skulptur
Ein Hairy-Maclary-SkulpturProjekt ist in Planung und seine Einweihung in Tauranga, Lynley Dodds Heimatstadt, steht kurz bevor. Die Skulptur ist aus Bronze und enthält die meisten Figuren der Bücher.
Sie wird in der Nähe eines Kinderspielplatzes installiert werden und soll “die geliebten Figuren zum Leben bringen und wird ein Vermächtnis für die kommenden Generationen hinterlassen.”

## Bücher in der Reihe
- 1983 – Hairy Maclary from Donaldson’s Dairy
- 1984 – Hairy Maclary’s Bone
- 1985 – Hairy Maclary Scattercat
- 1987 – Hairy Maclarys Caterwaul Caper
- 1989 – Hairy Maclary’s Rumpus at the Vet
- 1990 – Slinky Malinki
- 1991 – Hairy Maclary’s Showbusiness
- 1993 – Slinki Malinki, Open the Door
- 1994 – Schnitzel von Krumm’s Basketwork
- 1996 – Schnitzel von Krumm Forget-Me-Not
- 1997 – Hairy Maclary, Sit
- 1998 – Slinky Malinki Catflaps
- 1999 – Hairy Maclary und Zachary Quack
- 2002 – Schnitzel von Krumm, Dogs Never Climb Trees
- 2003 – Scarface Claw
- 2005 – Zachary Quack Minimonster
- 2006 – Slinky Malinki’s Christmas Crackers
- 2007 – Hairy Maclary's Hat Tricks
- 2009 – Hairy Maclary, Shoo
- 2012 – Slinki Malinki Early Bird